# Цепліт Іван Якович
Іван Якович Цепліт (Яніс Август Альфред Цеплітіс; латис. Jānis Augusts Alfrēds Ceplītis) (28 лютого 1881 — † 3 жовтня 1956) — старшина Дієвої армії УНР.

## Життєпис
Народився у Бауському повіті  Ліфляндської губернії. Навчався у школі міста Бауска та закінчив гімназію. У 1902 році Цепліт вступив до армії добровольцем в 180-й піхотний полк. Закінчив Віленське піхотне юнкерське училище (1906), вийшов підпоручиком до 2-го гренадерського Ростовського полку (Москва). Закінчив два курси Імператорської Миколаївської військової академії (1914, переведений до Генштабу у 1916). З 1916 року — перекладач штабу армій Південно-Західного фронту. У 1917 р — помічник начальника оперативного відділення штабу Південно-Західного фронту. Помічник начальника контррозвідувального відділення управління ген-кварт. штабу Головнокомандувача арміями Південно-Західного фронту з 29 червня 1917 року. Останнє звання у російській армії — підполковник. У жовтні 1917 року лейтенант.
У грудні 1917 р. був військовим експертом більшовицької делегації на мирних переговорах з німцями у Бресті-Литовському.
5 квітня 1918 року перейшов на службу в Армію УНР. З червня 1918 р. — старший ад'ютант штабу 1-го Подільського корпусу Армії  Української Держави.
27 грудня 1918 р. був відправлений у розпорядження командувача Холмсько-Галицького фронту військ  Директорії. З березня 1919 р. працював в оперативному відділі штабу Дієвої армії УНР.
З 5 листопада 1919 р. — начальник оперативного відділу штабу Дієвої армії УНР. Залишив українську службу лише після того, як посприяв перевезенню на початку грудня 1919 р. хворих на тиф командувача Дієвої, армії УНР В. Тютюнника, начальника штабу армії Є. Мєшковського та А. Мельника до військового шпиталю у Рівному.
Наприкінці грудня 1919 р. повернувся до Латвії. З 9 лютого 1920 р. — підполковник латвійської армії. З серпня 1920 р. — викладач Військової школи. У 1922 році одружився з Олександрою Кроґземі, у подружжя народився син Георг Яніс (1922). 
З 1923 р. — полковник, командир кінного полку. З 1931 р. — викладач на армійських офіцерських курсах. У березні 1935 р. демобілізувався.
У 1944 р. емігрував до Німеччини. Помер та похований у м. Фрейбург.